# Mina ögon snart sig lycka
Mina ögon snart sig lycka är en kristen psalm. Texten är skriven av Johan Olof Wallin.

## Publicerad i
- 1819 års psalmbok, som nummer 482 under rubriken "Med avseende på de yttersta tingen: En trogen själs glädje att skiljas hädan".